# 1984-es magyar tekebajnokság
Az 1984-es magyar tekebajnokság a negyvenhatodik magyar bajnokság volt. A bajnokságot április 29. és 30. között rendezték meg, a férfiakét Ózdon, a Kohász pályáján, a nőkét Szegeden, a DÉLÉP pályáján.

## Eredmények
| Versenyszám  | Arany                                            | Arany | Ezüst                                          | Ezüst | Bronz                                                             | Bronz |
| ------------ | ------------------------------------------------ | ----- | ---------------------------------------------- | ----- | ----------------------------------------------------------------- | ----- |
| Férfi egyéni | Csányi Béla Ferencvárosi TC                      | 1924  | Mészáros József BKV Előre                      | 1877  | Németh Lajos Sabaria SE                                           | 1865  |
| Férfi páros  | Rákos József, Mészáros József BKV Előre          | 1856  | Szakács László, Németh Lajos Sabaria SE        | 1832  | Scher József, Deáky Attila BKV Előre                              | 1783  |
| Női egyéni   | Gazsó Dánielné Kőbányai Porcelán                 | 844   | Hudomiet Ferencné Kőbányai Porcelán            | 838   | Megyesi Lászlóné Tatabányai Bányász                               | 837   |
| Női páros    | Hudomiet Ferencné, Vad Gyuláné Kőbányai Porcelán | 830   | Tompa Györgyné, Vidács Györgyné Szegedi EOL AK | 828   | Szenczi Judit, Kovácsné Grampsch Ágota Ferencvárosi TC, BKV Előre | 815   |